# Anomala grandis
Anomala grandis es una especie de escarabajo del género Anomala, familia Scarabaeidae. Fue descrita científicamente por Hope en 1839.
Esta especie se encuentra en el continente asiático. 